# 奧美
奧美（英語：Aumi）是美屬薩摩亞圖圖伊拉島中南部海岸的一座村莊。
它位於帕果帕果港以東、阿萊加以西。
法圖托阿加岩是位於奧美附近的勞里伊外的一座小島。從帕果帕果市中心出發的東行巴士的目的地是前往法圖托阿加岩附近的海灘。
根據2010年美國人口普查的數據顯示，居住在奧美的總人口數量為186人。